# Saint-Charles-la-Forêt
Saint-Charles-la-Forêt ist eine französische Gemeinde mit 219 Einwohnern (Stand: 1. Januar 2022) im Département Mayenne in der Region Pays de la Loire in Frankreich. Einwohner der Gemeinde werden Carloforetins genannt. Die Gemeinde gehört zum Arrondissement Château-Gontier und zum Kanton Meslay-du-Maine.

## Geographie
Saint-Charles-la-Forêt liegt etwa 28 Kilometer südöstlich von Laval. Umgeben wird Saint-Charles-la-Forêt von den Nachbargemeinden Meslay-du-Maine im Norden und Nordosten, Le Buret im Osten, Bouère im Südosten, Grez-en-Bouère im Süden, Gennes-Longuefuye im Süden und Südwesten, Ruillé-Froid-Fonds im Südwesten und Westen sowie Le Bignon-du-Maine im Nordwesten.

## Einwohnerentwicklung
| Jahr                       | 1962 | 1968 | 1975 | 1982 | 1990 | 1999 | 2006 | 2019 |
| Einwohner                  | 269  | 236  | 161  | 149  | 149  | 190  | 210  | 200  |
| Quellen: Cassini und INSEE |      |      |      |      |      |      |      |      |

## Sehenswürdigkeiten
- Kirche Saint-Charles aus dem Jahre 1684

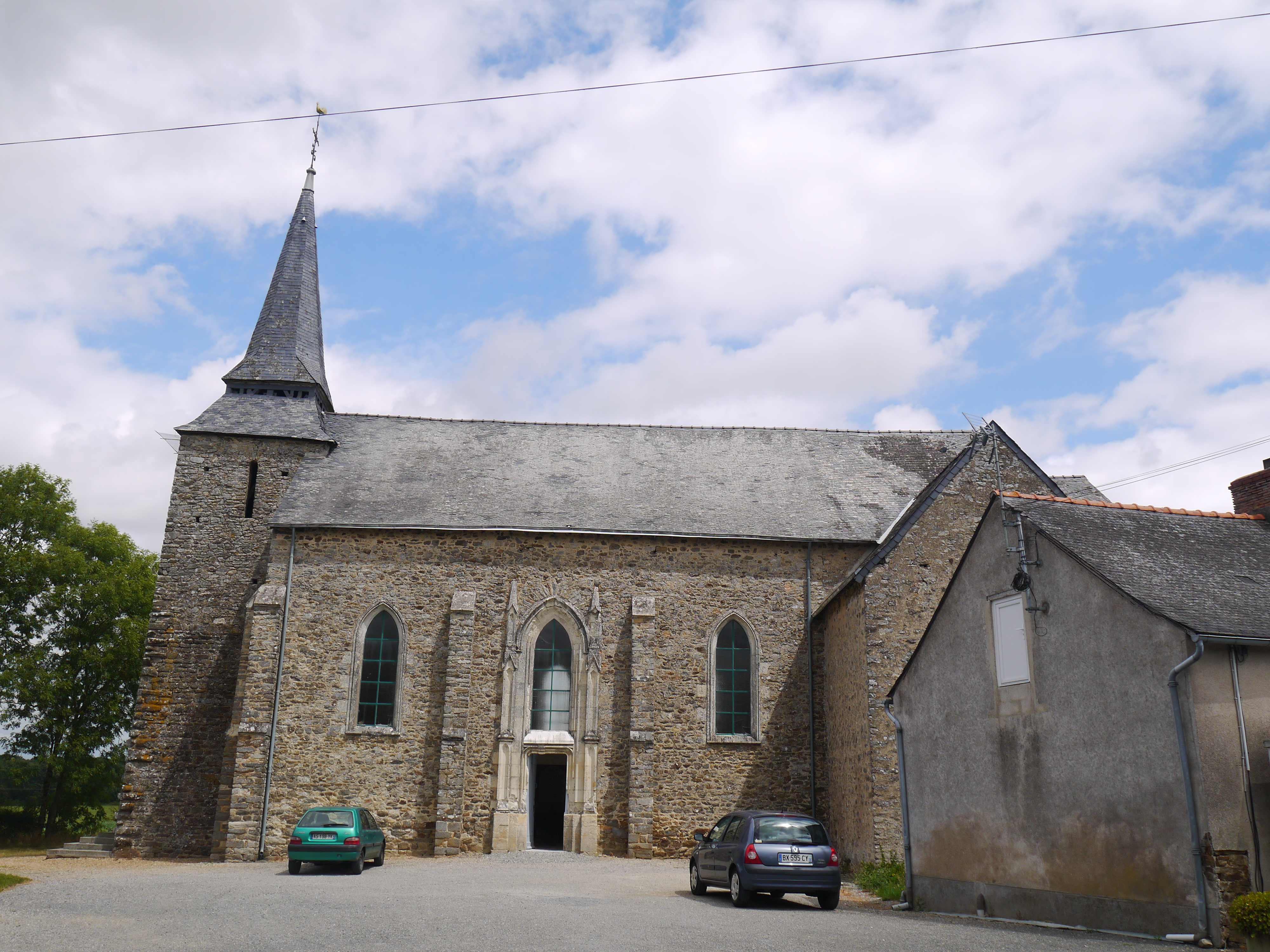
Kirche Saint-Charles